# La Vive Flamme d'amour
Pour les articles homonymes, voir Vive Flamme (homonymie).
La Vive Flamme d'amour (en espagnol : La Llama de Amor viva) est un poème composé par Jean de la Croix au couvent des martyrs de Grenade en 1584 et 1585, à la demande d'une de ses filles spirituelles : Ana de Peñalosa. Ce poème donne lieu à la rédaction d'un nouvel ouvrage spirituel ayant le même titre : La Vive Flamme d'amour qui est l'explication, par Jean de la Croix, des différents vers de ce poème. De son auteur même, ce poème décrit, à travers des métaphores et des images symboliques, l'expérience de l'union de l'âme avec Dieu. Le poète y décrit ce qu'il considère comme « le sommet de la vie spirituelle et de l'union avec Dieu ».
Ce poème, originellement destiné à Ana de Peñalosa, est traduit et diffusé avec l’œuvre mystique de Jean de la Croix. De nombreuses traductions et éditions ont eu lieu, après sa mort et jusqu'à aujourd'hui.

## Historique de l’œuvre

### Rédaction par Jean de la Croix

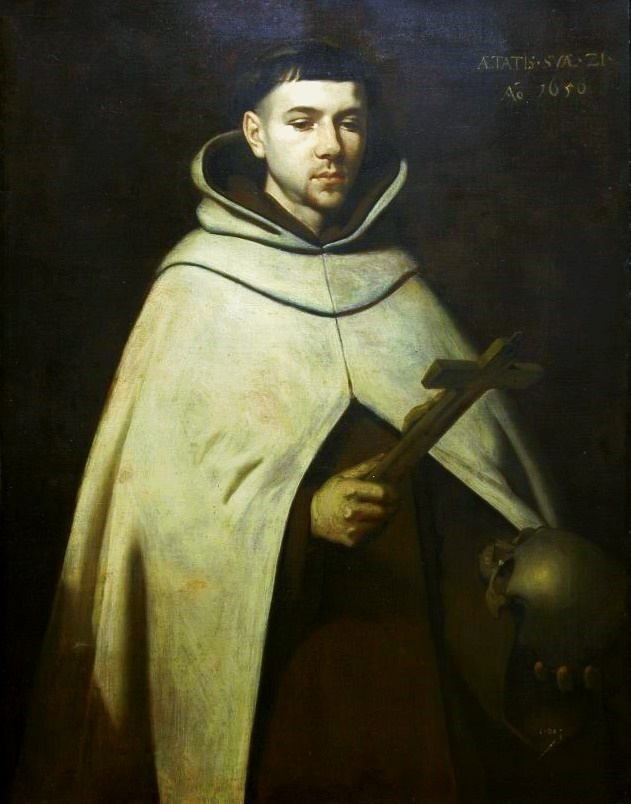
Portrait de Jean de la Croix, par Zurbarán.

La Vive Flamme d'amour (en espagnol : La Llama de Amor viva) est un poème composé par Jean de la Croix au couvent des martyrs de Grenade entre 1582 et 1584 (ou entre 1584 et 1585 suivant les sources). Ce poème a été rédigé à la demande d'Ana de Peñalosa, une des filles spirituelles de Jean de la Croix. Le poème est écrit en 15 jours, mais Jean de la Croix en fournit, quelques jours après sa première version, une nouvelle version légèrement augmentée.
Ce poème a été écrit après les ouvrages mystiques (La Nuit obscure, La Montée du Carmel), et Le Cantique spirituel en 1578). Cependant la seconde version du Cantique spirituel (le Cantique B) a été rédigée après la Vive Flamme d'amour,.

### Les suites de l’œuvre
Quelque temps après avoir reçu ce poème, Ana de Peñalosa demande (à nouveau) à Jean de la Croix une explication de son poème. Jean de la Croix commente le poème dans un petit ouvrage qui porte le même titre : La Vive Flamme d'amour. Ce livre est son dernier grand traité de théologie avant la mort. Dans ce traité, Jean de la Croix décrit ce qu'il considère comme « le sommet de la vie spirituelle et de l'union avec Dieu ».

## Présentation du poème

### Présentation
D'après son auteur, cette poésie s’inspire d’une poésie de Garcilaso de la Vega (La soledad siguiendo). Le contenu du poème exprime la vision mystique de l'union de l'âme à Dieu. Ce poème contient beaucoup de métaphores qui ouvrent le champ de la lecture symbolique et « permettent de traduire quelque peu l’ineffable de l’expérience » de l'union de l'âme avec son Dieu. 
Dans le commentaire de l’œuvre que Jean de la Croix écrira sous forme d'un petit ouvrage du même titre,  il dira en début de son prologue : « J’ai fait quelque difficulté, très noble et dévote Dame, de déclarer ces quatre couplets que vous m’avez demandés, parce que ce sont choses si intérieures et spirituelles, pour la déclaration desquelles toute sorte de langage est ordinairement court et défectueux - attendu que les choses de l’esprit sont par-dessus les sens et malaisément peut-on dire quelque chose de leur substance, - et aussi parce que personne ne peut parler, si ce n’est mal-à-propos, de l’intérieur de l’esprit, si ce n’est avec un esprit fort intérieur, et voyant ce peu qui était en moi, j’ai différé jusques à maintenant ! ».

### La Vive Flamme d'amour
Ô vive flamme d’amour,

Qui frappez délicatement

Le plus profond centre de mon âme,

Puisque vous ne m’êtes plus fâcheuse,

Achevez, s’il vous plaît, votre ouvrage ;

Rompez le voile de cette douce rencontre.

Ô cautère agréable !

Ô délicieuse plaie !

Ô main douce ! ô délicat attouchement !

Qui a le goût de la vie éternelle,

Qui paie toutes mes dettes !

En faisant mourir, vous avez changé la mort en la vie.

Ô flambeau de feu !

Dont les splendeurs 

Éclairant les profondes cavernes 

Du sens obscurci et aveuglé,

Dans ses excellences extraordinaires,

Donnent tout ensemble de la chaleur et de la lumière à son bien-aimé.

Avec combien de douceur et d’amour

Vous éveillez-vous dans mon sein 

Où vous demeurez seul en secret !

Dans votre douce aspiration,

Pleine de biens et de gloire,

Que vous m’enflammez agréablement de votre amour !

## Publications
Ce poème a été diffusé et publié à de nombreuses reprises lors de différentes éditions, soit des œuvres poétiques, soit lors de la publication du livre expliquant le poème. Voici quelques dates de publications :
- 1618 : publié en espagnol à Alcala, avec deux autres ouvrages[7].
- 1622 : publié dans la première traduction française (Jean de la Croix et René Gaultier, Cantique d'amour divin entre Jésus-Christ et l'âme dévote, composé en espagnol par le B. P. Jean de la Croix : Traduit par M. René Gaultier, A. Taupinart, 1622, 232 p. (lire en ligne)).
- 1630 : publication intégrale de l’œuvre de Jean de la Croix en espagnol[8].
- 1641 : Traduction en français des Œuvres spirituelles[9] de Jean de la Croix par Cyprien de la Nativité de la Vierge. Plusieurs  rééditions sont réalisées au cours du XVIIe siècle (1645,  1652,  1675...). Cette version est rééditée au XXe siècle[10].
- 1695 : traduction par Jean Maillart (jésuite)[11]. Cette version est retenue au XIXe siècle dans la Patrologie de Migne[10].
- Jean de la Croix et Benoit Lavaud (o.p.), Poèmes Mystiques, Neuchâtel, Éditions de la Baconnière, coll. « Les cahiers du Rhône », 1942.
- Jean de la Croix, La vive flamme d'amour, Seuil, 1947, 160 p.. Réédité en 1945, 1997, et en 2015 en version kindle.

## Adaptation musicale
- La Cantata sobre San Juan de la Cruz (1970) est basée sur le poème[12]. Elle fait suite à une commande du ministère de l'Information et du Tourisme pour célébrer le 400e anniversaire de saint Jean de la Croix. Elle est créée au Théâtre royal avec l'orchestre et les chœurs de la RTVE, accompagnés par la soprano Dolores Pérez, sous la direction d'Enrique García Asensio.

### Articles liés
- La Vive Flamme d'amour (livre)
- Jean de la Croix
- Oraison silencieuse
- Ordre du Carmel